# Riserva naturale Val Tovanella
La riserva naturale Val Tovanella è un'area naturale protetta situata nel comune di Ospitale di Cadore, in provincia di Belluno. La riserva occupa una superficie di 1.040,00 ettari ed è stata istituita nel 1971. Sopra la fascia arborea il paesaggio è caratterizzato da ampi ghiaioni, pareti rocciose, canaloni e guglie. Nella parte sommitale il Gruppo del Bosconero e il Sasso di Toanella dominano la riserva.

## Fauna
L'aquila e il camoscio occupano la fascia rupestre al di sopra del limite della vegetazione.
Nelle radure, costituite da piccoli spazi erbosi, vivono il fagiano di monte, la coturnice e, molto numerose, le popolazioni di cervi e caprioli ma senza dubbio è l'orso l'animale simbolo di questo territorio. Nel 1995 il grande plantigrado fu osservato sul Col Pelos e fu questo il primo eccezionale avvistamento in provincia di Belluno.
Anche la lince ha lasciato tracce della sua presenza mentre le peccete costituiscono l'habitat ideale per il picchio nero e il gallo cedrone.

## Flora
Nella parte bassa prevalgono faggi, sia popolazioni pure che miste all'abete bianco. Risalendo si trovano l'abete rosso e il larice. Nelle zone più aride il pino nero e il pino silvestre mentre in quelle più umide l'acero di monte, il frassino maggiore, l'olmo montano e il tiglio. Il pino silvestre ad una certa quota lascia posto al pino mugo e al rododendro irsuto che popolano il limite superiore della fascia arborea fino alle praterie e ai ghiaioni, sovrastati da alte pareti rocciose.
All'interno della riserva si trovano la Campanula di Moretti, il Raponzolo di roccia, l'Anemone del Monte Baldo e la Stella alpina.

## Punti di interesse
La riserva presenta vaste aree popolate da relitti di flora calcarea, caratterizzate da una tipica selva d'abete che conserva la struttura originaria che la rese famosa nel XIV secolo, al tempo della Serenissima. L'attività forestale è ancor oggi testimoniata dalla presenza nella valle di una fitta rete di sentieri, aie carbonili e sbarramenti artificiali temporanei lungo i corsi d'acqua.
Sono presenti relitti di rovere ed altri elementi del "Castanetum freddo".

## Accessi
(facoltativo)